# Protoblepharon rosenblatti
Protoblepharon rosenblatti is een straalvinnige vissensoort uit de familie van lantaarnvissen (Anomalopidae). De wetenschappelijke naam van de soort is voor het eerst geldig gepubliceerd in 1997 door Baldwin, Johnson & Paxton.